# 地球半球

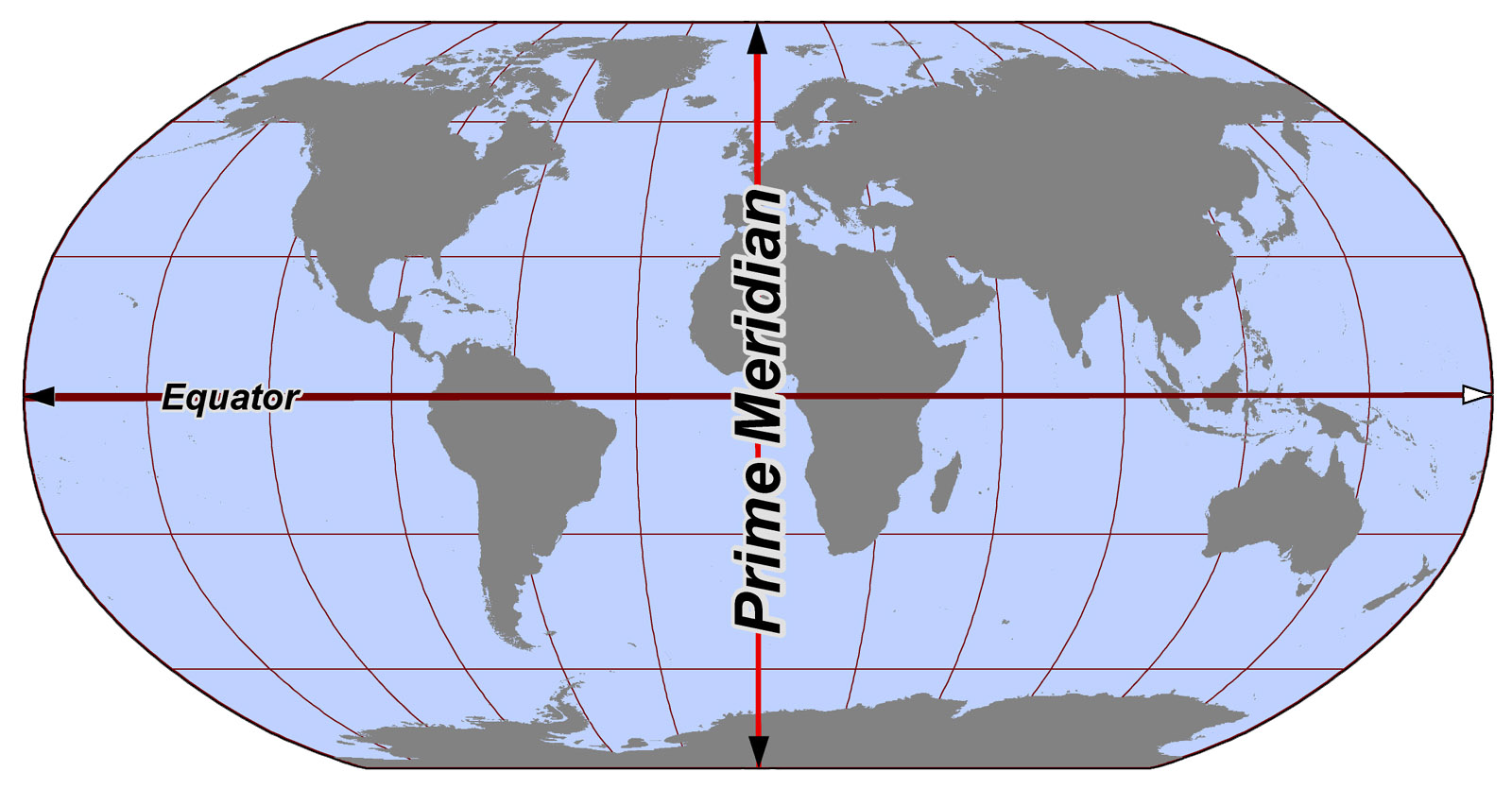
地球以赤道或本初經線做劃分

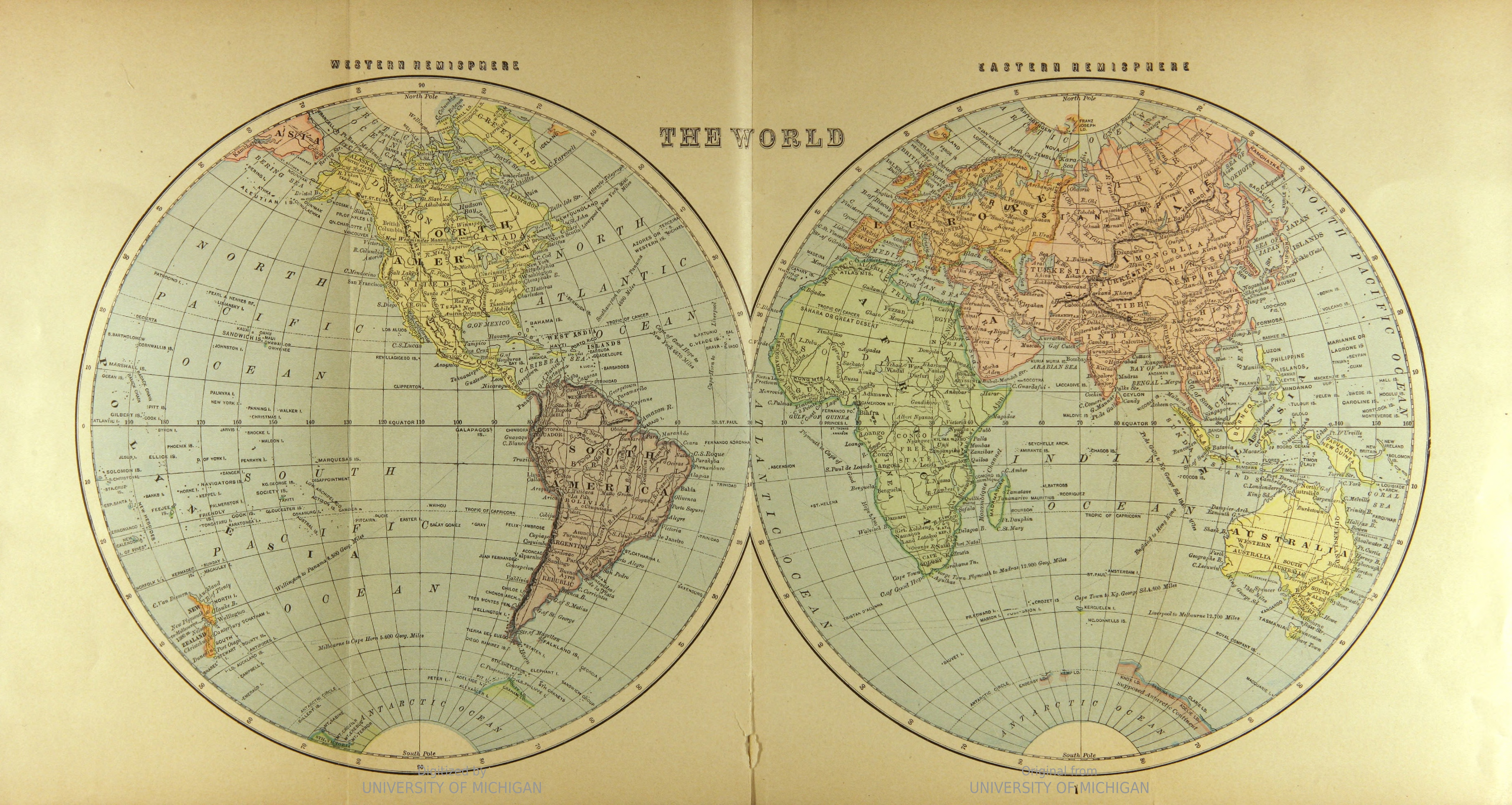
粗略將地球分成兩半球的地圖

地球半球在地理學和地图学中指涉任何將地球分割成兩半的方式。經緯線最常被用來將地球劃成兩個半球。
- 南北向
  - 北半球：赤道以北的半球
  - 南半球：赤道以南的半球

- 東西向
  - 東半球：本初子午線以東及180度经线以西的半球
  - 西半球：本初子午線以西及180度经线以東的半球
  - 東西方二分法也常在宗教及文化領域上被使用

- 水陸 [2]
  - 除了簡單的以水平垂直的經緯線分割地球以外，地球也常以地表特徵分布切半
  - 陸半球：含有最大陸地面積的半球
  - 水半球：含有最大水域面積的半球
- 日夜
  - 地球也可以藉晨昏線做劃分
  - 晝半球：一個時間點受到太陽照射的半球
  - 夜半球：一個時間點背對太陽照射的半球